# Ian Ashley
Ian Hugh Gordon Ashley (Wuppertal, Nyugat-Németország, 1947. október 26. –) német születésű volt brit autóversenyző, Formula–1-es pilóta.

## Pályafutása
Édesapja a Brit Királyi Légierő tesztpilótája volt, és Iant is hamarosan vonzani kezdte a sebesség. Tizenkilenc éves volt, amikor beiratkozott az akkori idők egyik legjobb versenyvezető-képző iskolájába, Jim Russellhez. Nem pusztán gyorsaságával, hanem rendszeres baleseteivel is sikerült felhívni magára a figyelmet. 1972-ben a Formula 5000-es kategóriában versenyzett, 1973-ban pedig az Európa-Bajnoki címet is elhódította.
1974 meghozta számára a bemutatkozás lehetőségét a Formula–1-ben is, amikor a Nürburgringen rendezett Német Nagydíjon a rövid életű Token Racing csapat autójával tizennegyedikként tudott végezni. Az év második felében még a Brabham színeiben próbálkozott, ám még csak kvalifikálnia sem sikerült magát. Rendszeres lehetőséget nem is kapott a továbbiakban, de korábbi pártfogója, Frank Williams segített rajta, és az 1975-ös Brit és Német Nagydíjakra benevezte. Utóbbi edzésén súlyos balesetet szenvedett, mindkét lábát eltörve. A következő év elején ült legközelebb versenyautóba, ám a BRM-nél műszaki problémák miatt végül mindössze egyetlen versenyt teljesített, a szezon első versenyét a Brazil Nagydíjat, amelyet az olajpumpa hibája miatt kellett feladnia.
1977-ben a Hesketh Racing színeiben versenyzett, egészen a Mosport Parkban rendezett Kanadai Nagydíj időmérő edzéséig, ahol ismét egy komoly balesetet élt túl. Ez volt az utolsó világbajnoki részvétele. Tizennégy futamra nevezés és négy teljesített Nagydíj után elköszönt a Formula–1-től.
1985-ben debütált a CART sorozatban a Miami nagydíjon, ahol a Tom Hess Racing versenyzőjeként 18. lett. Benevezett az 1986-os indianapolisi 500-ra, de az autó végül nem jelent meg a pályán. 1986-ban ismét a CART-ban versenyzett, a Dick Simon Racing csapatánál. Három versenyen indult de csak a második Honda Indy 200-an tudott pontot szerezni, miután 9. lett. Ebben az évben az Indy Lights-ban is indult. A Kanadában rendezett versenyen a 8. helyen ért célba az Agapiou Racing csapat autójával. 1993-ban a Brit túraautó-bajnokságban indult a Tamchester Team Maxted csapatában, a szezont az összetett 23. helyen fejezte be. A privát bajnokságban viszont a 3. helyen végzett. Magánrepülőgépek pilótájaként is dolgozott, valamint élményautózás keretében vezetett sportkocsikat angol versenypályákon jól fizető utasokkal.

## Teljes Formula–1-es eredménysorozata
(Táblázat értelmezése)

(Félkövér: pole-pozícióból indult; dőlt: leggyorsabb kört futott) 

| Év   | Csapat         | 1      | 2   | 3   | 4   | 5   | 6   | 7   | 8   | 9   | 10  | 11     | 12     | 13     | 14     | 15     | 16     | 17  | Helyezés | Pont |
| ---- | -------------- | ------ | --- | --- | --- | --- | --- | --- | --- | --- | --- | ------ | ------ | ------ | ------ | ------ | ------ | --- | -------- | ---- |
| 1974 | Token Racing   | ARG    | BRA | RSA | ESP | BEL | MON | SWE | NED | FRA | GBR | GER 14 | AUT Hn | ITA    |        |        |        |     | -        | 0    |
| 1974 | Chequered Flag |        |     |     |     |     |     |     |     |     |     |        |        |        | CAN NK | USA NK |        |     | -        | 0    |
| 1975 | Williams       | ARG    | BRA | RSA | ESP | MON | BEL | SWE | NED | FRA | GBR | GER Ni | AUT    | ITA    | USA    |        |        |     | -        | 0    |
| 1976 | BRM            | BRA Ki | RSA | USW | ESP | BEL | MON | SWE | FRA | GBR | GER | AUT    | NED    | ITA    | CAN    | USA    | JPN    |     | -        | 0    |
| 1977 | Hesketh        | ARG    | BRA | RSA | USW | ESP | MON | BEL | SWE | FRA | GBR | GER    | AUT NK | NED NK | ITA NK | USA 17 | CAN Ni | JPN | -        | 0    |